# Podłoże Löwensteina-Jensena

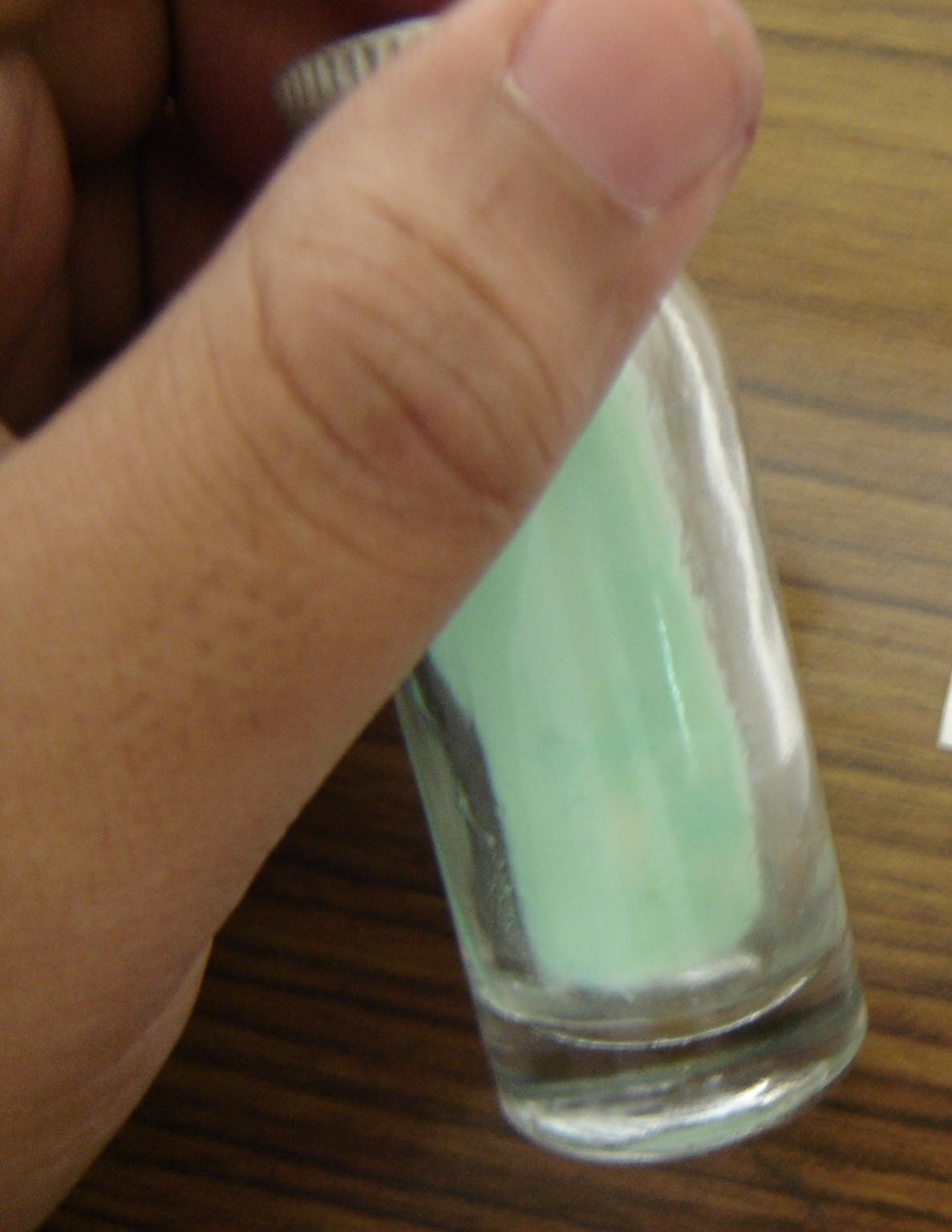
Podłoże LJ w specjalnej probówce

Podłoże Löwensteina-Jensena, zwane czasem podłożem Löwensteina lub LJ – pożywka używana do trudnej hodowli prątków. Czas od posiewu do detekcji drobnoustroju wynosi średnio 21 dni

## Skład
Podłoże składa się zazwyczaj z wody destylowanej, mąki ziemniaczanej, L-asparaginy (źródło azotu), glicerolu (źródło węgla) oraz roztworu soli - siarczanu magnezu, cytrynianu magnezowego i fosforanu jednopotasowego. Następnie w sposób możliwie jałowy, po umyciu wodą i przetrzymaniu w alkoholu, do roztworu dawana jest masa jajowa. Ostatnim składnikiem jest zieleń malachitowa - większość drobnoustrojów ginie w obecności tego związku, natomiast prątki są oporne i wzrastają w jego obecności.
Po przygotowaniu, pożywkę należy wyjałowić. Zachowuje ona swoje właściwości przez około cztery tygodnie.

## Warianty
Na tych pożywkach, poza standardowymi składnikami dodawany jest jeszcze jeden związek:
- Cytrynian żelazowo-amonowy. Gatunki M. phlei, M. smegmae, M. fortuitum odbarwiają pożywkę na brązowo.
- Błękit toluidynowy - ludzkie i bydlęce prątki nie wzrastają, pozostałe gatunki tak.